# 豐原客運大甲站
豐原客運大甲站位於台中市大甲區中山路一段794號，目前已歇業，為台中市海線的客運場站，並有往大安、豐原、梧棲的班車。

## 服務路線

### 停靠大甲站之台中市公車
- 【92】：豐原－大安國中
- 【170】：大甲體育場－梧棲
- 【171】：大甲體育場－大安港
- 【172】：大安－福住里
- 【210】：大甲－一安定
- 【211】：豐原－土城－大甲體育場
- 【212】：豐原－水美－大甲體育場
- 【213】：豐原－下后里－大甲體育場
- 【214】：里馬場－大甲火車站
- 【215】：豐原－麗寶樂園－大甲體育場
- 【216】：大甲－南埔